# Wiblu
Wiblu ist ein unveröffentlichtes Abenteuerspiel des Regensburger Spieleentwicklers Donausaurus. Eine Veröffentlichung war 2023 für PC und Nintendo Switch geplant. Wiblu erhielt 2022 den Deutschen Computerspielpreis als „Bester Prototyp“.
Bei Wiblu handelt es sich um ein Interactive Novel mit Jump-’n’-Run-Elementen. Der Spieler tritt in Dialoge mit verschiedenen Charakteren und löst auf seiner Reise diverse Rätsel. Der Spieler schlüpft in die Rolle der Häuptlingstochter Wiblu des Hommlinger Stamms und macht sich auf die Suche nach seltenen Zutaten für einen Feuertee, der ihre kranke Großmutter Aya heilen soll.

## Entwicklung
Wiblu wird von dem Regensburger Team Donausaurus, bestehend aus Peter Bartonik, Chriss Walter und Ramona Raabe, entwickelt. Bartonik zeichnet dabei für Programmierung und Musik verantwortlich, Walter für die Grafik und Raabe für die Story. Die fantastische Handlung ist von bayerischen Wäldern und Mythen inspiriert.
Die Entwicklung wurde vom FilmFernsehFonds Bayern in der Konzeptphase mit 20.000 Euro und zur Erstellung eines Prototyps mit rund 17.000 Euro gefördert.

## Rezeption
Wiblu wurde 2022 mit dem Nachwuchspreis des Deutschen Computerspielpreises als „Bester Prototyp“ ausgezeichnet. Der Titel erinnere in positiver Weise an Gris (Devolver Digital, 2018).